# ارین ۲۱۶۷
سیارک ۲۱۶۷ (به انگلیسی: 2167 Erin، نامگذاری:1971LA) دو هزار و صد و شصت و هفتمین سیارک کشف شده‌است که در ۱ ژوئن ۱۹۷۱ کشف شد.
قدر مطلق سیارک برابر ۱۲٫۱۰ است.